# Não Há Limites
Não Há Limites é o segundo álbum de estúdio da cantora Raquel Mello lançado em 2002 pela MK Music e seu último pela mesma como cantora solo. O disco conta com composições de Giselle Di Mene, Arnaldo Rodrigues, Jorge Guedes, Marcos Kinder, Dênis Goursand (Na época, companheiro de grupo junto de Raquel no Kades Singers) e a própria Raquel em 7 canções de 12, além de ter a participação de seu marido Marco Moreno na faixa "Declaração de Amor". O álbum conta com as regravações de "Infinitamente Mais" de Asaph Borba e do clássico "Grandioso és Tu". Também teve nos vocais o grupo Kades Singers (com ela ainda como integrante nessa época) e de Jairo Bonfim (na época, integrante do grupo Vocalize). Foram gravados clipes para "Mais Que Vencedor" e "Tua Face". A cantora também cantou as mesmas no evento "Canta Rio 2002", mas somente "Tua Face" foi selecionada para a versão VHS duplo do mesmo e foi retirada no relançamento em DvD.

## Faixas
1. Dia Feliz (Raquel Mello e Denis Goursand) - 4:08
2. Celebração (Marcos Kinder) - 4:33
3. Não Há Limites (Raquel Mello) - 3:34
4. Mais que Vencedor (Raquel Mello) - 4:06
5. Há uma Esperança (Raquel Mello) - 4:32
6. Tua Face (Raquel Mello) - 4:30
7. Seguirei (Jorge Guedes) - 3:25
8. Asas da Adoração (Arnaldo Rodrigues) - 3:26
9. Declaração de Amor (part. Marco Moreno) (Raquel Mello) - 3:24
10. Exército de Anjos (Raquel Mello e Giselle Di Mene) - 3:15
11. Infinitamente Mais (Asaph Borba) - 4:19
12. Grandioso És Tu (Carl Gustaf Boberg) - 5:01